# Aaron Brown (atleta)
Aaron Brown (Toronto, 27 de mayo de 1992) es un deportista canadiense que compite en atletismo, especialista en las carreras de relevos.
Participó en cuatro Juegos Olímpicos de Verano, entre los años 2012 y 2024, obteniendo tres medallas, bronce en Río de Janeiro 2016, plata en Tokio 2020 y oro en París 2024, en la prueba de 4 × 100 m.
Ganó tres medallas en el Campeonato Mundial de Atletismo entre los años 2013 y 2022, y dos medallas en los Relevos Mundiales, en los años 2024 y 2025.

## Palmarés internacional
| Juegos Olímpicos   | Juegos Olímpicos        | Juegos Olímpicos  | Juegos Olímpicos |
| Año                | Lugar                   | Medalla           | Prueba           |
| ------------------ | ----------------------- | ----------------- | ---------------- |
| 2016               | Río de Janeiro (Brasil) | Medalla de bronce | 4 × 100 m        |
| 2020               | Tokio (Japón)           | Medalla de plata  | 4 × 100 m        |
| 2024               | París (Francia)         | Medalla de oro    | 4 × 100 m        |
| Campeonato Mundial |                         |                   |                  |
| Año                | Lugar                   | Medalla           | Prueba           |
| 2013               | Moscú (Rusia)           | Medalla de bronce | 4 × 100 m        |
| 2015               | Pekín (China)           | Medalla de bronce | 4 × 100 m        |
| 2022               | Eugene (Estados Unidos) | Medalla de oro    | 4 × 100 m        |
| Relevos Mundiales  |                         |                   |                  |
| Año                | Lugar                   | Medalla           | Prueba           |
| 2024               | Nasáu (Bahamas)         | Medalla de plata  | 4 × 100 m        |
| 2025               | Cantón (China)          | Medalla de bronce | 4 × 100 m        |